# Lucas David
Lukas David (* 1503 in Allenstein; † April 1583 in Königsberg i. Pr.) war ein deutscher Historiker in Preußen.

## Leben
David studierte an der Universität Leipzig und schloss sein Studium mit dem Titel Magister ab. In den Jahren 1540 bis 1549 war er als Kanzler des Bischofs vom Bistum Pelplin, Tiedemann Giese, tätig. 1549 wurde David als Hofrat an das herzogliche Hofgericht nach Königsberg berufen.
Dort begann er ab 1573 mit der Ausarbeitung seiner Preussischen Chronik. Diese reichte von einer mythischen Urzeit bis in das Jahr 1475 und machte David weit über die Grenzen seiner Heimat bekannt. Davids Angabe im Prolog zu seinem Werk, er habe vor Niederschrift seiner Chronik vierzig Jahre lang Material gesammelt, erlaubt den Schluss, dass er schon während seiner kulmischen Dienstjahre historiographische Studien betrieb. Doch erst in den Jahren unter Herzog Albrecht Friedrich erhielt David jene ungewöhnlichen Privilegien, die die Erwartungen an sein Werk so hoch gespannt haben. Er durfte mit herzoglichen Empfehlungsschreiben Archive in beiden Landesteilen frei bereisen und frei benutzen; es wurden ihm Schreibkräfte gestellt und schließlich sogar alle dienstlichen Pflichten erlassen. Er hatte – zumal nach dem Abschied des Caspar Schütz – die Stellung eines offiziellen Historiographen. Es waren aber nicht der geistig behinderte Herzog oder seine Administration als vielmehr die preußischen Landstände, die 1575 und 1578 auf Durchführung des Projektes drangen, um eine populäre Darstellung des Preußenlandes in ihrem Sinne zu erlangen. Die herzogliche Administration hingegen sah ihre Aufgabe mit der Erteilung eines Auftrages an David als erledigt an.
Die Forschung hat den Prolog Davids, der sich für eine kritische Sichtung aller Quellen ausspricht, hoch bewertet, da er gleich modernen Historikern Quellenforschung betrieb. Vom Inhalt der Chronik selbst hat sich die Forschung jedoch enttäuscht abgewandt, da sie nach modernen Maßstäben als Quelle ebenso wertlos bleibt wie die vorangehenden Landesbeschreibungen und Landeschroniken.
Eingedenk seiner eigenen Studienzeit in Leipzig richtete David eine Stiftung ein. Bedürftige Allensteiner Studenten an der Universität Leipzig sollten daraus mit einem Stipendium bedacht werden.
Im Alter von 80 Jahren starb Lukas David in Königsberg.

## Werke
- Preussische Chronik, nach der Handschrift des Verfassers mit Beifügung historischer und etymologischer Anmerkungen (herausgegeben von Ernst Hennig). Acht Bände, Haberland, Königsberg, 1812–1817
  - Band 1, Königsberg 1812 (Volltext)
  - Band 2, Königsberg 1812 (Volltext)
  - Band 3, Königsberg 1813 (Volltext)
  - Band 4, Königsberg 1813 (Volltext)
  - Band 5, Königsberg 1813 (Volltext)
  - Band 6, Königsberg 1814 (Volltext)
  - Band 7, Königsberg 1815 (Volltext)
  - Band 8, Königsberg 1817 (Volltext)